# Госпитальное судно
Госпитальное судно — специальное судно, предназначенное для оказания медицинской помощи, лечения и медицинской эвакуации раненых и больных.
Госпитальные суда в общем относятся к разновидности водного вида санитарного транспорта, в отличие от приспособленного санитарного транспорта, являются специально оборудованными или построенными для этих целей.
Деятельность госпитальных судов определялась Гаагскими конвенциями 1899 и 1907 годов. Они широко применялись во время мировых войн. Одними из самых известных госпитальных судов были ГСЕВ (госпитальное судно Её Величества) «Британник», ГСЕВ «Аквитания» и ГСЕВ «Мавритания».

## История
Использование судов как плавучих госпиталей известно с античности, но постоянные специально оборудованные госпитальные суда появились в Европе лишь в середине XVII века. 8 декабря 1798, непригодный к военной службе корабль HMS «Victory» решили переоборудовать в судно-госпиталь, чтобы помогать раненым французским и испанским военнопленным (период Войны второй коалиции). Другим ранним примером госпитального судна был военный корабль США USS «Red Rover» 1860-х годов, который помогал раненым солдатам обеих сторон в период Гражданской войны в США. В период Первой мировой и Второй мировой войн некоторые пассажирские лайнеры были переоборудованы для использования в качестве госпитальных судов. Трансатлантические лайнеры «Аквитания» и «Британник» были примерами госпитальных судов.

### Госпитальные суда Российской империи
- «Ангара»
- «Ариадна»
- «Аура»
- «Вперёд»
- «Диана»
- «Жулан»
- «Император Николай II» («Товарищ»)
- «Император Пётр Великий»
- Казань
- «Кострома»
- «Лава»
- «Лахта»
- «Монголия» — грузопассажирский пароход, построенный в 1901 году по заказу Морского пароходного общества Китайско-Восточной железной дороги. В 1904 г. переоборудован в госпитальное судно с таким же наименованием. Был продан в Англию и получил имя «Western Australia», а после «Patricia».
- «Николаев» («Народоволец»)
- «Наутилус»
- «Океан» («Комсомолец»)
- «Орёл»
- «Портюгаль»
- «Рига» («Трансбалт»)
- «Царица»
- «Экватор»

## Современные госпитальные суда

### Госпитальные суда ВМС США
Два госпитальных судна ВМС США USNS (United States Naval ship) «Comfort» («Комфорт») и USNS «Mercy» («Милосердие») с военно-морским экипажем на борту осуществляют медицинскую помощь раненым во время боевых операций. Вторичная миссия госпитальных судов состоит в предоставлении полноценной медицинской помощи в случае стихийных бедствий, а также в предоставлении гуманитарной помощи.
На обоих судах имеются 12 операционных, лазарет на 1000 коек, рентгеновский кабинет, медицинская лаборатория, аптека, кабинеты функциональных исследований, палаты интенсивной терапии, стоматологический кабинет, морг и две кислородных станции. Каждое судно оборудовано вертолётной палубой. Суда также могут брать на борт пациентов прямо в море.
Эти суда являются переоборудованными танкерами типа «San Clemente». «Милосердие» вступил в строй в 1986 году, а «Комфорт» в 1987. «Комфорт» отбыл из Балтимора на Гаити 16 января 2010 для предоставления помощи жертвам сильного землетрясения.
Краткое ТТХ «USNS Mercy»:
Размеры: Длина - 272 м; Ширина - 32 м;
Осадка: 10 м;
Водоизмещение: 24712 тонн;
Силовая установка: 2 дизельных двигателя мощностью 69360 л.с.;
Скорость: 17,5 узла;
Экипаж судна: 61 (+ 259 человек медперсонала).
В начале XXI века для ВМС США ведутся разработки новых госпитальных судов EMS (Expeditionary Medical Ship), в частности компанией «Austal», отличающихся меньшими размерами, но более маневренных. Среди них катамаранного типа на базе проекта USNS «Spearhead»: «Bethesda», «Balboa».

### Госпитальные суда ВМС Великобритании
В настоящее время (2011 год) в составе медицинской службы ВМФ Великобритании находится одно госпитальное судно PCRS (Primary Casualty Receiving Ship) «Argus» («Аргус»). Корабль постоянной боевой готовности, является судном Вспомогательного Королевского флота, переоборудован в 2009 г. из бывшего учебного авианосного корабля в свою очередь переоборудованного из MV (контейнеровоз) «Contender Bezant». Имеет четыре операционные с соответствующими бригадами хирургов общего профиля и ортопедов. Общая численность медицинского персонала 250 человек. Оснащён современным диагностическим оборудованием, включая цифровую рентгеновскую аппаратуру и компьютерный томограф.

### Госпитальные суда ВМФ СССР/России
В 1970 – 1980-х годах были спроектированы и построены для ВМФ СССР на польской судоверфи 4 госпитальных судна проекта 320 «Обь», пятый корабль проекта в связи с развалом СССР и ОВД, так и не был достроен.
Госпитальное судно «Енисей» введено в состав флота в 1981 г. Участвовало в эвакуации беженцев во время грузино-абхазской войны (1992 г.). В составе Черноморского флота.
Краткие ТТХ:
Проект: 320А;
Водоизмещение (стандартное/полное): 9430/11570 т;
Размеры: 152,6 х 19,4 м;
Осадка: 6,4 м;
Энергоустановка: 2 дизеля = 15 600 л.с.;
Скорость: 19 узлов;
Дальность плавания: 8000 миль (19 уз), 10000 миль (16 уз);
Экипаж: 75 человек (+ 75 человек медперсонала);
Коечная ёмкость: до 450 человек;
Дополнительно: 1 вертолёт (в ангаре).
Можно увидеть в г. Севастополе, оно стоит у причала в Севастопольской бухте.
Госпитальное судно «Иртыш». Введено в строй в состав ТОФ в 1990 году. Принимало участие в международных учениях. В 2017 году модернизировано. В 2020 г. привлекался для оказания медицинской помощи во время пандемии COVID-19.
Госпитальное судно «Обь». Введено в строй в состав ТОФ в 1980 году. Проект 320. Разработано в польском конструкторском бюро «Prorem», построено на верфи «Адольф Варский» в городе Щецин. Оснащено 2 трапами, краном для подъёма платформы с ранеными, медицинским катером, вертолётной площадкой и вертолётом Ка-25ПС. Хирургическое отделение имеет 3 операционных зала. Также имеются: киноконцертный зал, спортивный зал с тренажёрами и площадками для тенниса, волейбола и мини-футбола, плавательный бассейн, баня с сауной, тир, салон отдыха. Выведено из состава флота в 1997 году, продано в Китай в 2007 году.
Госпитальное судно «Свирь». Построено в Польше. Введено в состав Северного флота в 1989 г. Участвовало в дальних походах на Кубу (1990 г.), в Анголу (1992 г.), в медицинском обеспечении экспедиции по подъему АПРК «Курск» (2001 г.).
Краткие ТТХ:
Мореходность - неограниченная;
Водоизмещение - 11579 тонн;
Размеры: 153 х 19,4 м;
Дальность плавания: 11600 морских миль;
Автономность: 40 суток;
Скорость хода: 20 узлов;
Коечная ёмкость: до 450 человек.
Дополнительно: имеются приёмно-сортировочное, хирургическое, терапевтические отделения, профилакторий, поликлиника, аптека, вспомогательные помещения, жилые и служебные помещения, склады медицинского имущества, вертолёт Ка-25.
В начале XXI века в России периодический рассматриваются вопросы модернизации существующих, или по строительству новых, или по закупке в других странах госпитальных судов для ВМФ России.

### Госпитальные суда других стран
В КНР в 2007 году было построено госпитальное судно «Peace Ark» («Daishan Dao»)». В 2020 – 2021 годах в строй ВМФ НОАК вошли также 2 госпитальных судна проекта 919: «You'ai» («Nan-Yi 12») и «Youhao» («Nan-Yi 13»).
В 2022 году в Индонезии были построены 2 госпитальных судна для ВМС страны. В 2019 – 2023 годах в Индонезии были введены в строй 3 госпитальных судна: «Dr. Soeharso» («Tanjung Dalpele»), «Dr. Wahidin Sudirohusodo», «Dr. Radjiman Wedyodiningrat.

## Требования к госпитальным судам
Гаагская Конвенция выдвигала несколько требований к госпитальным судам:
- Судно должно быть ясно обозначено как госпитальное судно;
- Судно должно предоставлять медицинскую помощь представителям любой нации;
- Судно не должно использоваться в военных целях;
- Суда не должны вмешиваться в боевые действия или препятствовать вражеским боевым судам;
- Воюющие стороны, как определено в соответствии с Гаагским Соглашением, могут обыскать любое госпитальное судно на предмет нарушения вышеупомянутых условий.

В случае нарушения хотя бы одного из этих требований судно автоматически становилось вражеским и могло быть уничтожено на законных основаниях. Однако преднамеренная атака и уничтожение госпитального судна, отвечающего всем требованиям, считалось военным преступлением.
Чтобы госпитальное судно было легко распознать в море, его обычно окрашивали в международные цвета госпитального судна: горчичного цвета трубы, полностью белый корпус, зелёная полоса по всей длине корпуса, прерываемая тремя красными крестами. Также судно ходило под медицинским флагом: белый флаг с красным крестом. Такая ливрея гарантировала судну безопасность от военных действий и статус неприкосновенного.
Во время Первой и Второй мировых войн британские суда перед именами носили приставку RMS (англ. Royal Mail Steamer — Королевский Почтовый Пароход), во время медицинской службы суда носили приставку HMHS — His Majesty’s Hospital Ship (ГСЕВ — Госпитальное Судно Его Величества).

## Госпитальные суда в искусстве
- Южнокорейский телесериал «Госпитальное судно[англ.]» (кор. 병원선).